# Cratere Valentine
Valentine  è un cratere sulla superficie di Eros.